# Shuttle Landing Facility
El Shuttle Landing Facility (SLF) (codi OACI: KTTS, FAA LID: 
TTS) és un aeroport situat a Merritt Island a Brevard County, Florida, EUA. És una part del John F. Kennedy Space Center (KSC), i va ser utilitzat pel transbordador espacial de la NASA per aterrar fins al final del programa l'any 2011. També es va utilitzar per a enlairaments i aterratges per a aeronaus de formació i experimentals de la NASA, com el Shuttle Carrier Aircraft i per a aeronaus civils.
A partir de 2015, Space Florida gestiona i opera les instal·lacions sota un contracte d'arrendament de 30 anys de la NASA. Les empreses privades han estat utilitzant el SLF per a les seves operacions des del 2011 i continuaran fent-ho a través de Space Florida.